# María Láscaris
María Láscaris (en húngaro: Laszkarisz Mária; Nicea, 1206-Estrigonia, 24 de junio de 1270) fue reina de Hungría como la esposa del rey Bela IV de Hungría. 

## Biografía
Nació en Nicea hacia 1206 como hija del emperador niceo Teodoro I Láscaris y de su consorte, Ana Ángelo, hija del emperador bizantino Alejo III Ángelo. Cuando el rey Andrés II de Hungría regresaba de la cruzada hacia su país, se detuvo en territorio niceo, donde pidió la mano de la hija del emperador niceo Teodoro I para su hijo, el joven príncipe Bela. En 1218, María fue llevada a Hungría, y en 1220, Bela la tomó por esposa. De la pareja real nacieron cerca de diez hijos, entre ellos Santa Kinga de Polonia en 1224, la beata Yolanda de Polonia hacia 1235, Esteban V de Hungría en 1239, y Santa Margarita de Hungría en 1242.
A la muerte de Andrés II, Bela fue coronado como Bela IV de Hungría en 1235, y la última esposa del fallecido rey, Beatriz de Este, fue expulsada del país. En 1234, Andrés II se había casado con Beatriz de Este a pesar de la negativa de su hijo Bela y de la propia María. Tras el anuncio de que Beatriz esperaba un hijo del fallecido Andrés II, fue acusada de adúltera y pronto la obligaron a marcharse, empresa en la cual la nueva reina consorte María Laskarina tuvo un papel protagónico.
En 1241, los mongoles de Batú Kan invadieron gran parte de la Europa Oriental y Europa Central, arrasando el reino húngaro. Se libró la batalla de Mohi, en la que el ejército de Bela IV fue derrotado y el monarca tuvo que escapar al suroeste del reino. María Laskarina huyó hacia Austria, donde se refugió junto al duque Federico II de Austria, y posteriormente se mudó a Split y luego a Klis, donde murieron Margarita y Catalina, dos de sus hijas. 
Después de que los mongoles abandonaran Hungría, la reina consorte se encontró con su esposo y juntos comenzaron las labores de reconstrucción, lo que posteriormente le meritó a Bela IV el apodo de "el segundo fundador del Estado húngaro". Los últimos años de la vida de María Laskarina estuvieron cubiertos de frustración a causa de la pugna por el poder entre su hijo, Esteban, y su esposo Bela IV, así como por la muerte del joven príncipe Bela de Hungría (1243-1269), quien siempre apoyó a sus padres en las guerras contra su hermano.
María Láscaris murió en junio de 1270 y fue enterrada junto a su esposo en la ciudad de Estrigonia.

## Matrimonio y descendencia
En 1220, María Láscaris fue tomada como esposa por el futuro rey Bela IV de Hungría y posteriormente le dio cerca de 10 hijos e hijas:
1. Santa Kinga de Polonia (1224-1292), esposa del duque Boleslao V el Casto de Polonia.[3]
2. Margarita (?-1242).[4]
3. Catalina (?-1242).
4. Ana (1226/27-1275?), esposa de Rostislav Mijaílovich.[5]
5. Beata Yolanda de Polonia (1235-1298), esposa del duque Boleslao el Piadoso de Polonia.[6]
6. Isabel (1236-1271), duquesa de Baviera como la esposa del duque Enrique XIII de Baviera.[7]
7. Beata Constanza de Hungría (1237-1276), esposa de León I de Galitzia.[8]
8. Esteban V (1239-1272), rey de Hungría.[9]
9. Santa Margarita de Hungría (1242-1271), monja dominica cuyo culto religioso alcanzó un muy alto nivel de respeto y devoción en el reino en décadas y siglos posteriores.
10. Bela (1243-1269), duque de Eslavonia.[9]